# Maquinaria política

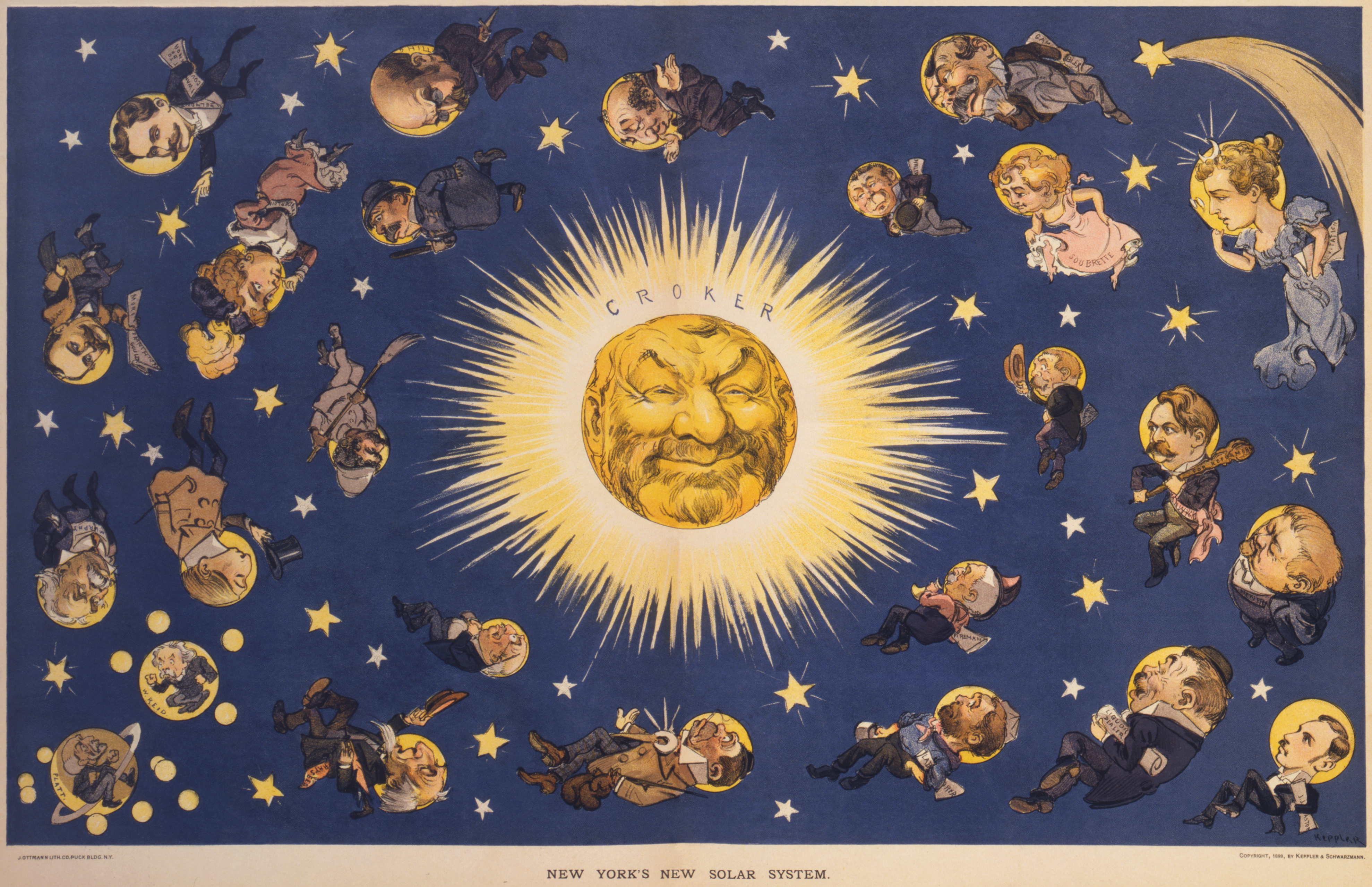
En esta caricatura de Udo Keppler de 1889 en la revista Puck, toda la política de la ciudad de Nueva York gira en torno al jefe Richard Croker.

En la política de las democracias representativas, una maquinaria política se refiere a un grupo político en el que un líder con autoridad o un pequeño grupo comandan el apoyo de un cuerpo de simpatizantes y empresas (por lo general trabajadores de campaña), que reciben patrocinio como recompensa por sus esfuerzos. El poder de la maquinaria se basa en la capacidad del jefe o del grupo para conseguir los votos por sus candidatos el día de las elecciones. 
Si bien tales elementos son comunes a la mayoría de partidos y organizaciones políticas, son esenciales para las maquinarias políticas, que dependen de la jerarquía y de las recompensas para obtener el poder político, a menudo impuestas por una fuerte estructura de látigo partidaria. Las maquinarias a veces tienen un jefe político, y tradicionalmente dependen del patronazgo, del clientelismo, del control "tras bastidores" y de los lazos políticos de larga data dentro de la estructura de una democracia representativa. Por lo general, las maquinarias están organizadas de forma permanente en cambio de depender de una única elección o evento. El término "maquinaria" suele ser utilizado en un sentido peyorativo por sus enemigos reformistas.
El término de "maquinaria política" se remonta al siglo XIX en los Estados Unidos, donde tales organizaciones (en inglés, political machine) han existido en algunos municipios y estados desde el siglo XVIII. Maquinarias similares han sido descritas en América Latina, donde el sistema recibe el nombre de clientelismo o clientelismo político (en honor de la relación similar llamada Clientela en la República romana), especialmente en áreas rurales, así como en algunos estados africanos y otras democracias emergentes, como las de los países poscomunistas de la Europa oriental. Los socialdemócratas suecos también han sido llamados, en cierta medida, una "maquinaria política", gracias a su fuerte presencia en las "casas populares."

## Definición
La Encyclopædia Britannica define a una "maquinaria política" como "en la política estadounidense, una organización partidaria, comandada por un solo jefe o un pequeño grupo autocrático, que tiene control sobre suficientes votos para mantener el control político y administrativo de una ciudad, condado o estado." William Safire, en su Diccionario político de Safire, define a la "política de maquinaria" como "la elección de funcionarios y la aprobación de la legislación a través del poder de una organización creada para la acción política." Señala que el término generalmente se considera peyorativo, implicando con frecuencia corrupción.
La jerarquía y la disciplina son características distintivas de las maquinarias políticas. "Generalmente significa organización estricta," de acuerdo con Safire. Citando a Edward Flynn, un líder demócrata del condado de Bronx que administró el área desde 1922 hasta su muerte en 1953, Safire afirmó que "[...] el llamado votante 'independiente' es tonto en asumir que una maquinaria política funciona únicamente por buena voluntad o patrocinio. Pues no es solo una maquinaria, es un ejército. Y en cualquier organización, como en cualquier ejército, debe haber disciplina."
El patronaje político, si bien asociado a menudo con maquinarias políticas, no es esencial a la definición del término en la obra de Safire o en la Encyclopædia Britannica.

## Función
Una maquinaria política es una organización partidista que recluta a sus miembros por medio del uso de incentivos tangibles —dinero, trabajos políticos— y que se caracteriza por un alto grado de control del liderazgo sobre la actividad de sus miembros.
Las maquinarias políticas tuvieron su inicio como organizaciones de base para obtener el patronaje necesario para ganar las elecciones modernas. Al contar con un fuerte patrocinio, estos "clubes" fueron la principal fuerza impulsora en ganarse y sacar el "voto directo por el partido" en los distritos electorales.

## Estados Unidos de América

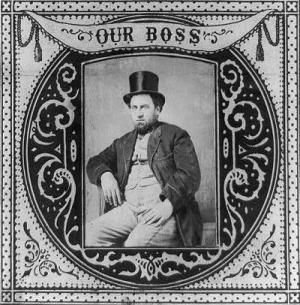
Etiqueta de tabaco de 1869 con William M. Tweed, jefe político de la ciudad de Nueva York del

A finales del siglo XIX, grandes ciudades en los Estados Unidos—Boston, Chicago, Cleveland, Kansas City, Nueva York, Filadelfia, San Luis, Memphis—fueron acusadas de usar maquinarias políticas. Durante esta época, "las ciudades experimentaron un rápido crecimiento bajo gobiernos ineficientes." La maquinaria de cada ciudad vivía bajo un sistema jerárquico con un "jefe" que tenía en su poder la lealtad de líderes empresariales locales, funcionarios electos y sus designados, y que sabía qué palancas mover para lograr que se hicieran las cosas. Tanto beneficios como problemas fueron resultado del dominio de las maquinarias políticas.
Este sistema de control político, conocido como "caudillismo", surgió particularmente en la Era Dorada. Una única figura poderosa (el jefe) estaba en el centro y estaba vinculada a una organización compleja de figuras menores (la maquinaria política) por lazos de reciprocidad en la promoción del interés social y financiero propios. Una de las más infames de estas maquinarias políticas fue Tammany Hall, la maquinaria política del Partido Demócrata que jugó un rol muy importante en el control de la ciudad de Nueva York y la política de la ciudad, y en ayudar a los inmigrantes, especialmente los irlandeses, a ascender en la política estadounidense entre las décadas de 1790 y 1960. A partir de 1872, Tammany tuvo un "jefe" irlandés. Sin embargo, Tammany Hall también servía como motor para el chanchullo y la corrupción política, quizás de manera más notoria durante el liderazgo de William M. Tweed (apodado "Boss" o jefe) a mediados del siglo XIX.

Lord Bryce describe a estos jefes políticos con las siguientes palabras:
Un ejército liderado por un consejo rara vez conquista: Debe tener un comandante en jefe, que resuelva las disputas, que decida en las emergencias, que inspire temor o apego. El jefe del Anillo es un comandante de estos. Distribuye puestos, recompensa a los leales, castiga a los amotinados, urde planes, negocia tratados. Por lo general, evita la publicidad, prefiriendo la sustancia del poder que su pompa , y es tanto más peligroso cuanto que se sienta, como una araña, oculto en medio de su telaraña. Es un Jefe.
Cuando le preguntaron a James Pendergast si era un jefe, respondió simplemente:
Me han llamado jefe. Lo único a lo que se refiere es tener amigos, hacer cosas para la gente, y luego ellos harán cosas por ti... No puedes obligar a la gente a que haga cosas por ti, no puedes hacer que voten por ti. Nunca he coercionado a nadie en mi vida. Dondequiera que se vea a un hombre coaccionando a alguien no va a durar mucho. 
Antes de convertirse en presidente en 1901, Theodore Roosevelt estuvo profundamente involucrado en la política de la ciudad de Nueva York. Describe de esta manera cómo funcionaba la maquinaria:
La organización de un partido en nuestra ciudad se parece mucho a la de un ejército. Hay un gran jefe central, asistido por algunos lugartenientes capaces y de confianza; éstos se comunican con los diferentes jefes de cada distrito, a quienes intimidan o asisten, de manera alternativa. El jefe de distrito tiene a su vez bajo su mando un grupo de semisubordinados, semialiados; estos últimos escogen a los capitanes de los distritos electorales, etc., y entran en contacto con los muñidores comunes.

### Estrategia de votación
Muchas maquinarias políticas se crearon en las ciudades con el propósito de ayudar a los inmigrantes a los Estados Unidos a finales del siglo XIX, quienes veían en las maquinarias un vehículo para ganar el derecho al voto político. Los trabajadores de las maquinarias ayudaban a ganar las elecciones consiguiendo grandes número de votantes el día de las elecciones. A la maquinaria le interesaba mantener solo una cantidad de apoyo mínima para conseguir la victoria. Una vez que conseguían la mayoría y podían dar por descontada una victoria, había menos necesidad de reclutar nuevos miembros, pues esto significaba solamente que tendrían que distribuir las recompensas en patronajes entre los miembros del partido en partes más pequeñas. Como tal, inmigrantes que llegaron más tarde, como los judíos, italianos y otros inmigrantes de Europa del sur y del este entre las décadas de 1880 y 1910, vieron menos recompensas del sistema de maquinarias en comparación con los irlandeses, ya bien establecidos para entonces. Simultáneamente, los oponentes más acérrimos de las maquinarias eran miembros de la clase media, que estaban conmocionados por tales actividades ilícitas y no necesitaban ayuda financiera.
La corrupción en la política urbana en los Estados Unidos fue denunciada por ciudadanos particulares. Lograron la reforma de la administración pública nacional y estatal y trabajaron para que los sistemas de patronaje locales fueran reemplazados por la administración pública. Para la época de Theodore Roosevelt, la era progresista movilizó a millones de ciudadanos particulares a votar en contra de las maquinarias.
En la década de 1930, James A. Farley era el principal distribuidor del sistema de patronaje del Partido Demócrata a través de la Oficina de Correos y la Works Progress Administration (WPA), que en algún momento nacionalizó muchas de los beneficios laborales que las maquinarias proporcionaban. El New Deal permitía que las maquinarias reclutasen para la WPA y el Cuerpo Civil de Conservación, convirtiendo a la maquinaria en manos de Farley en la más poderosa. Todo el patronaje tenía que pasar a través de Farley, incluyendo los nombramientos presidenciales. La maquinaria del New Deal se vino abajo una vez abandonó la administración durante el tercer mandato en 1940. Tales agencias fueron abolidas en 1943 y las maquinarias perdieron de manera repentina gran parte de su patrocinio. Los inmigrantes, anteriormente pobres, que se habían beneficiado de la maquinaria nacional de Farley se habían asimilado y eran prósperos y no necesitaban ya de las ayudas informales o extralegales que brindaban las maquinarias. En la década de 1940, la mayoría de las maquinarias de las grandes ciudades colapsaron, con excepción de Chicago. Una maquinaria política local en Tennessee fue removida a la fuerza en un hecho que se conoció como la Batalla de Athens de 1946.
Comunidades más pequeñas, tales como Parma, Ohio, en la era posterior a la Guerra Fría bajo los "Good Old Boys" del fiscal Bill Mason y especialmente comunidades en el sur de los Estados Unidos, donde aún es relativamente común la política de maquinarias de pueblos pequeños, también muestran lo que podría clasificarse como maquinarias políticas, si bien estas organizaciones carecen del poder o la influencia de las redes de jefes más grandes que son descritas en este artículo. Un ejemplo de esto fue el "Partido Cracker," una maquinaria política del Partido Demócrata que dominó la política municipal en Augusta, Georgia, durante más de medio siglo XX. Las maquinarias políticas son también comunes en reservas indígenas en los Estados Unidos, donde el velo de la soberanía se usa como escudo contra las leyes federales y estatales que van en contra de tal práctica.

## Japón
El Partido Liberal Democrático (PLD) de Japón se cita con frecuencia como ejemplo de otra maquinaria política, manteniendo el poder en áreas suburbanas y rurales gracias a su control sobre agencias agrícolas y de construcción de carreteras. En Japón, la palabra jiban (literalmente "base" o "fundamento") es el término que se emplea para designar maquinarias políticas. Durante décadas, el PLD pudo dominar el electorado rural gastando enormes cantidades de dinero en áreas rurales, formando vínculos clientelistas con muchos grupos y especialmente con la agricultura. Esta práctica perduró hasta la década de 1990, cuando fue abandonada al hacerse menos efectiva.
Se espera que los líderes de las facciones políticas japonesas distribuyan mochidai, literalmente dinero para bocadillos, es decir, fondos para ayudar a sus subordinados a ganar las elecciones. Para la donación anual de fin de año de 1989, la Sede del Partido otorgó $200,000 a cada miembro de la Dieta. Los partidarios ignoran irregularidades a cambio de recibir los beneficios del benefactor, tales como pagos de dinero distribuidos por los políticos a sus votantes en bodas, funerales, o fiestas de Año Nuevo, entre otros eventos. Los lazos políticos se mantienen unidos gracias a matrimonios entre las familias de políticos de élite. Las nisei, familias políticas de segunda generación, se han vuelto cada vez más numerosas en la política japonesa, gracias a una mezcla de reconocimiento de nombre, contactos comerciales y recursos financieros, así como el papel de las maquinarias políticas personales.

## Evaluación
La frase se considera peyorativa "en tanto sugiere que el interés de la organización se antepone a los del público en general" de acuerdo con Safire. Las maquinarias son criticadas por ser antidemocráticas e inevitablemente fomentar la corrupción.Safire, Nicole (1978). «"Machine politics"». Safire's Political Dictionary (First edición). Random House. pp. 391–392. (although the book existed in an earlier version titled "The New Language of Politics")</ref>
A partir de la década de 1960, algunos historiadores han revaluado las maquinarias políticas, considerándolas corruptas pero eficientes. Las maquinarias eran antidemocráticas pero receptivas. También lograban poner freno a las demandas de gasto de parte de intereses especiales. En Mayors and Money (Abogados y Dinero), una comparación de los gobiernos municipales de Chicago y Nueva York, Ester R. Fuchs atribuyó al Partido Demócrata del Condado de Cook el haberle dado al alcalde Richard J. Daley el poder político necesario para oponerse a contratos sindicales que la ciudad no podía pagar así como el de hacer que el gobierno estatal asumiera costos onerosos como asistencia social y tribunales. Describiendo a la ciudad de Nueva York, Fuchs comentó que: "Nueva York obtuvo una reforma, pero nunca un buen gobierno." A la vez, como sugieren Dennis R. Judd y Todd Swanstrom en City Politics (Política de las ciudades), este punto de vista estaba acompañado de la creencia común de que no había alternativas viables. Estos autores señalan que esto es una falsedad, puesto que ciertamente hay ejemplos de líderes anti-maquinarias y orientados a la reforma durante esta época.
En un artículo de mediados de 2016 titulado "How American Politics Went Insane" ("Cómo enloqueció política estadounidense") en la revista The Atlantic, Jonathan Rauch argumentó que las maquinarias políticas del pasado tenían fallas pero brindaban una mejor gobernanza comparadas con sus alternativas. Según él, las maquinarias políticas creaban incentivos positivos para que los políticos trabajaran juntos y se comprometieran, en lugar de buscar un "interés propio crudo" todo el tiempo.